# آبراهام آلبرت هایمانس ون دن برگ
آبراهام آلبرت هایمانس ون دن برگ (انگلیسی: Abraham Albert Hijmans van den Bergh; ۱ دسامبر ۱۸۶۹ – ۲۸ سپتامبر ۱۹۴۳) پزشک اهل پادشاهی هلند بود. عمده شهرت وی به دلیل ابداع واکنش ون دن برگ برای اندازه‌گیری بیلیروبین خون بود.